# Stefano Melchiori
Stefano Melchiori (Genova, 24 settembre 1965) è un allenatore di calcio ed ex calciatore italiano, di ruolo centrocampista.

## Carriera

### Giocatore
Ha giocato in Serie A con Lazio (che lo acquista per 2,4 miliardi di lire) e Lecce.
La sua carriera è legata alla maglia del Casale, squadra dove ha giocato per dodici stagioni.

### Allenatore
Il 3 luglio 2008, dopo l'abbandono di Marco Sesia e del dirigente Gibin, diventa allenatore del Casale, militante in Serie D, per la stagione 2008-2009.
Nella stagione 2013-2014 diventa allenatore della formazione Berretti dell'Alessandria e in quella successiva, ad ottobre 2014, sostituisce il dimissionario Fabio Nobili sulla panchina del Villalvernia, in Eccellenza Piemonte-Valle d'Aosta.
Il 7 novembre 2017 viene richiamato dopo 8 anni alla guida del Casale militante in Serie D dopo le dimissioni di Ezio Rossi. Con la formazione piemontese ottiene la salvezza, dopo aver avuto la meglio sulla Varesina ai play-out. Nel 2018 allena il Vigevano e dal 2021 le giovanili del Pro Vercelli

## Palmarès

### Club

#### Competizioni nazionali
- Campionato Interregionale: 1

Casale: 1985-1986
- Serie C2: 1

Casale: 1988-1989
- Coppa Italia Dilettanti: 1

Casale: 1998-1999
- Serie D: 2

Valenzana: 2000-2001
Casale: 2003-2004
- Serie C1: 1

Lecce: 1995-1996